# Collins Fai
Collins Ngoran Fai (ur. 13 sierpnia 1992 w Bamendzie) – kameruński piłkarz grający na pozycji obrońcy. Od 2024 jest zawodnikiem klubu Radnički Nisz.

## Kariera piłkarska
Fai profesjonalną karierę rozpoczął w rodzinnym kraju w klubie PWD Bamenda. W 2011 przeszedł do klubu Union Duala. Na początku 2013 roku przeniósł się do Njalla Quan Sport Academy, po zaledwie kilku miesiącach, latem 2013 roku, wyjechał jednak do Europy i został zawodnikiem klubu Dinamo Bukareszt. W 2016 przeszedł do klubu Standard Liège.

## Kariera reprezentacyjna
W reprezentacji Kamerunu zadebiutował w 2012 roku.

## Sukcesy
Union
- Mistrzostwo Kamerunu: 2012